# 4623 Obraztsova
4623 Obraztsova este un asteroid din centura principală, descoperit pe 24 octombrie 1981 de Liudmila Cernîh.